# Klampok (Sananwetan)
Klampok is een bestuurslaag in het regentschap Blitar van de provincie Oost-Java, Indonesië. Klampok telt 3891 inwoners (volkstelling 2010).